# Dactylispa bipartita
Dactylispa bipartita es una especie de insecto coleóptero de la familia Chrysomelidae.
Fue descrita científicamente en 1830 por Guérin-Méneville.